# マレイ・ラインスター

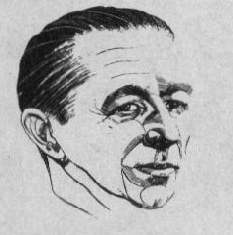

マレイ・ラインスター（Murray Leinster, 1896年6月16日 - 1975年6月8日）は、アメリカ合衆国のSF作家。代表作はファースト・コンタクトテーマの古典的傑作「最初の接触」（"First Contact" ,1945）など。1956年、『ロボット植民地』でヒューゴー賞短編小説部門を受賞。
ヴァージニア州生まれ。姓の日本語表記はラインスターが普通だがまれにレンスターとも書かれる（後者の方が原音に近いとの情報あり）。別名のウィル・F・ジェンキンズ（Will F. Jenkins）でも知られる。

## 作家として
ラインスターの経歴は、第一次大戦前にフリーランスの作家として始まった。彼が最初の作品"The Foreigner"を文学雑誌「スマート・セット」（"The Smart Set"）に発表したのは、20歳の誕生日を迎える2ヶ月前のことであった。続く3年間強で、ラインスターは同誌に10以上の作品を発表した。第一次大戦中および戦後には、「アーゴシー」をはじめとするパルプ・マガジンに寄稿した。1920年代、パルプ・マガジンが多様なジャンルに専門分化し始めると、ラインスターは各誌に合わせた多様な作品を書くようになった（密林冒険譚を"Danger Trails"誌に、西部ものを"West"誌や"Cowboy Stories"誌に、探偵ものを「ブラック・マスク」誌に、怪奇ものを「ウィアード・テイルズ」に寄稿。恋愛ものすらも手がけ、これはルイーザ・カーター・リーという女性名のペンネームで"Love Story Magazine"に寄稿した）。
ラインスターの最初のSF作品は、短編"The Runaway Skyscraper"（逃げた摩天楼）で、「アーゴシー」1919年2月22日号に掲載された。この作品はヒューゴー・ガーンズバックによる世界初のSF雑誌、「アメージング・ストーリーズ」の1926年6月号に再掲載された。1930年代には数編のSF短編やシリーズものを「アメージング」誌と「アスタウンディング」誌に発表した。彼は"Detective Fiction Weekly"や"Smashing Western"のような他のジャンルのパルプ誌にも寄稿を続けた。「コリアー」や「エスクァイア」誌にも登場したことがある。
ラインスターはパラレルワールドというアイディアの発明者だとされている。ジャック・ウィリアムスンが『航時軍団』を発表する4年前に、ラインスターは短編「時の脇道」（"Sidewise in Time"）を発表している（「アスタウンディング」1934年6月号）。すでに改変歴史世界という概念は存在していたが、恐らくこれは現代SFにおいてパラレルワールドという概念が現われた最初の例であった。ラインスターの示した時間的異常振動（「時の脇道」より）というヴィジョンは、他の作家たちに長年に渡って影響を与え続けた。例としてアイザック・アシモフの「住宅難」（"Living Space"）、「赤の女王のレース」（"The Red Queen's Race"）、『永遠の終わり』が挙げられる。
1945年の中編「最初の接触」（"First Contact"）は、SFにおいて万能翻訳機が登場する最初の例の一つだと信じられている
ラインスターは、初期のSF作家としては、高い品質を要求されるジョン・W・キャンベル時代までを生き延びた数少ない作家の一人である。「アスタウンディング（アナログ）」誌におけるラインスターの活動は、1930年1月号に始まり、36年後の1966年11月号に"Quarantine World"を掲載するまで続いた。
1946年の短編「ジョーという名のロジック」（"A Logic Named Joe"）はコンピュータの描写を含む最初期のフィクションの一つである。（作中でコンピュータは「ロジック」と呼ばれている）。この作品中で、ラインスターは時代に数十年も先んじてインターネットを思い描いている。彼は「ロジック」が各家庭に備え付けられ、サーバ（作中の用語では「タンク」）群による分散システムを通して接続され、コミュニケーション、エンターテイメント、データへのアクセス、商取引に活用される様を描いた。ラインスターはある登場人物に「ロジックが文明なんだ！」（"logics are civilization."）との台詞を言わせている。
第二次大戦後、ラインスターの名とパルプ・マガジンが共に古びた時、彼は「ウィリアム・フィッツジェラルド」か「ウィル・F・ジェンキンズ」の名義を使うようになった。
ラインスターは1950年代、60年代にも創作を続けた。その作品は「ギャラクシー」誌や「F&SF」誌、そして「サタデー・イブニング・ポスト」に掲載された。彼は「ロボット植民地」（"Exploration Team"）で1956年度ヒューゴー賞短編小説部門を受賞した。ラインスターの作家歴はSFテレビドラマ"Men Into Space"、『タイムトンネル』、『巨人の惑星』のノヴェライズで締めくくられた。彼は生涯に短編や論説を1500以上、映画脚本を14、ラジオおよびテレビの脚本を数百、手がけた。

## 私生活
ヴァージニア州ノーフォーク出身。本名ウィリアム・フッツジェラルド・ジェンキンズ（William Fitzgerald Jenkins）。先祖はアイルランドのレンスターに出自を持つ。科学者志望だったが、正規の教育は8年間しか受けられずに終わった。1909年（13歳の時）には自作のグライダーで滑空に成功し、賞を受けている。ラインスター（レンスター）のペンネームを使い始めたのは、「SF雑誌ごとき」に関わるなら名を汚さぬため変名を使うよう「文学雑誌」の編集者から忠告されたのが理由である。
第一次世界大戦中は広報委員会（Committee on Public Information）および陸軍（1917年 - 1918年）に勤めた。1921年、彼はマリー・マンドラ（Mary Mandola）という女性と結婚し、四人の娘をもうけた。第二次世界大戦では戦時情報局（Office of War Information）に勤務。

## パラマウント社に対する訴訟
2000年、ラインスターの遺族たちはパラマウント映画を告訴した。彼らは映画『スタートレック ファーストコンタクト』（Star Trek: First Contact）がラインスターの「最初の接触」の商標権を侵害していると主張した。合衆国地方裁判所は訴訟を却下した。控訴も却下された。

## その他
ラインスターは特殊効果に使われるフロント・プロジェクション・エフェクトの発明者である。

## 受賞
- Liberty Award (1937) ：作品 "A Very Nice Family"（"Liberty Magazine"1937年1月2日号所収）に対して
- ヒューゴー賞 中編小説部門 (1956) ：作品「ロボット植民地」に対して
- レトロヒューゴー賞 (1996) ：中編「最初の接触」に対して
- 1963年度（第21回）ワールドコンのゲスト・オヴ・オナー賞

## 記念
- 1995年創設のサイドワイズ賞は、ラインスターの短編「時の脇道」（"Sidewise in Time"）に因んでいる。
- 2009年6月27日は、彼のSFへの貢献を称えて「ウィル・F・ジェンキンズの日」となる予定である。[12]

## 著書リスト

### ミステリ
- Scalps, Brewer & Warren, 1930. (also known as Wings of Chance)
- Murder Madness, Brewer & Warren, 1931; first serialized in Astounding, May - August 1930.
- Murder Will Out (as Will F. Jenkins), John Hamilton, 1932.
- No Clues (as Will F. Jenkins), Wright & Brown, 1935.
- Murder in the Family (as Will F. Jenkins), John Hamilton, 1935; first appeared in Complete Detective Novels, April 1934.
- The Man Who Feared (as Will F. Jenkins), Gateway, 1942; first serialized in Detective Fiction Weekly, August 9-30, 1930.

### ロマンス
ルイーザ・カーター・リー（Louisa Carter Lee）名義
- Her Desert Lover, Chelsea House 1925.
- Love and Better: A Love Story, Chelsea House 1931.

### SF
- The Murder of the U.S.A. (as Will F. Jenkins), Crown, 1946.
- Fight for Life, Crestwood, 1949.
- Space Platform, Shasta Publishers, February 1953.
- Space Tug, Shasta Publishers, 1953
- The Black Galaxy, Galaxy, 1954; first appeared in Startling, March 1949.『黒い宇宙船』
- Gateway to Elsewhere, Ace, 1954; first appeared as "Journey to Barkut" in Startling, January 1952.
- The Brain-Stealers, Ace, 1954; first appeared as "The Man in the Iron Cap" in Startling, November 1947.
- Operation: Outer Space, Fantasy Press, 1954. 『オペレーション外宇宙』
- The Forgotten Planet, Ace, 1954. 『忘れられた惑星』
- The Other Side of Here,  Ace, 1955; first serialized as The Incredible Invasion in Astounding, August - December 1936. 『異次元の彼方から』
- City on the Moon, Avalon, 1957.
- War with the Gizmos, Fawcett, 1958. 『ガス状生物ギズモ』
- Four from Planet 5, Fawcett, 1959; first appeared as "Long Ago, Far Away" in Amazing, September 1959. 『第五惑星から来た4人』
- The Monster from Earth's End, Fawcett, January, 1959. 『地の果てから来た怪物』
- The Mutant Weapon, Ace, 1959; first appeared as "Med Service" in Astounding, August 1957.
- The Pirates of Zan, Ace, 1959; first serialized as The Pirates of Ersatz in Astounding, February - April 1959.
- Men Into Space, Berkley, 1960; novelization of the TV series.『宇宙行かば』
- The Wailing Asteroid, Avon, December 1960. 『宇宙からのSOS』
- Creatures of the Abyss, Berkley, 1961 (also known as The Listeners). 『青い世界の怪物』
- This World is Taboo, Ace, 1961; first appeared as "Pariah Planet" in Amazing, July 1961. 『禁断の世界』 〈メド・シップ〉3
- Operation Terror, Berkley, 1962.
- Talents Incorporated, Avon, 1962.
- The Other Side of Nowhere, Berkley, May 1964; first serialized as Spaceman in Analog, March - April 1964.
- Time Tunnel, Pyramid, July 1964.
- The Duplicators, Ace, 1964; first appeared as "Lord of the Uffts" in Worlds of Tomorrow, February 1964.
- The Greks Bring Gifts, Macfadden, 1964.
- Invaders of Space, Berkley, December 1964.
- Doctor to the Stars, Pyramid, March 1964. 『祖父たちの戦争』〈メド・シップ〉1
- Tunnel Through Time, Westminster Press, 1966.
- Space Captain, Ace, 1966; first serialized as Killer Ship in Amazing, October - December.
- Checkpoint Lambda, Berkley, 1966; first serialized as Stopover in Space in Amazing, June - August 1966.
- S.O.S. from Three Worlds, Ace, 1966. 『惑星封鎖命令!』〈メド・シップ〉2
- Miners in the Sky, Avon, April 1967.
- Space Gypsies, Avon, June 1967.
- The Time Tunnel, Pyramid, January 1967; novelization of the TV series.  『タイム・トンネル』
- The Time Tunnel: Timeslip!, Pyramid, July 1967; novelization of TV series. 『タイム・トンネル2 タイム・スリップ!』
- Land of the Giants, Pyramid, September 1968; novelization of the TV series.
- Land of the Giants 2: The Hot Spot, Pyramid, April 1969; novelization of the TV series.
- Land of the Giants 3: Unknown Danger, Pyramid, September 1969; novelization of the TV series.

### 西部もの
- The Gamblin' Kid (as Will F. Jenkins), A.L. Burt, 1933; first appeared in Western Action Novels, March 1937.
- Mexican Trail (as Will F. Jenkins), A.L. Burt, 1933.
- Outlaw Sheriff (as Will F. Jenkins), King, 1934.
- Fighting Horse Valley (as Will F. Jenkins), King, 1934.
- Kid Deputy (as Will F. Jenkins), Alfred H. King, 1935; first serialized in Triple-X Western, February - April 1928.
- Black Sheep (as Will F. Jenkins), Julian Messer, 1936.
- Guns for Achin (as Will F. Jenkins), Wright & Brown, 1936; first appeared in Smashing Novels, November 1936.
- Wanted Dead or Alive!, Quarter Books, 1949; first serialized in Triple-X Magazine, February - May 1929.
- Outlaw Guns, Star Books, 1950.
- Son of the Flying 'Y' (as Will F. Jenkins), Fawcett, 1951.
- Cattle Rustlers (as Will F. Jenkins),  Ward Lock, 1952.
- Dallas (as Will F. Jenkins), Fawcett, 1950. Novelization of screenplay by John Twist.

### 日本語版オリジナル短編集
- 『宇宙震』（表題作の原題：Things Pass By）

### 日本語訳された作品
- 『青い世界の怪物』 野田昌宏訳、早川書房、ハヤカワ文庫、1980年9月
- 『黒い宇宙船』 野田昌宏訳、岩崎書店、SFこども図書館、1981年3月
- 『宇宙大激震』 福島正実訳、国土社、少年SF・ミステリー文庫、1983年12月
- 『祖父たちの戦争』 山田忠訳、早川書房、ハヤカワ文庫、1984年11月
- 『惑星封鎖命令!』 山田忠訳、早川書房、ハヤカワ文庫、1985年6月
- 『禁断の世界』 山田忠訳、早川書房、ハヤカワ文庫、1986年1月
- 『わすれられた惑星』 矢野徹訳、岩崎書店、SFロマン文庫、1986年1月
- 『宇宙大激震』 福島正実訳、国土社、海外SFミステリー傑作選、1995年11月
- 『地の果てから来た怪物』 高橋泰邦訳、東京創元社、創元推理文庫、2002年11月
- 『第五惑星から来た4人』 東京創元社、創元推理文庫
- 『ガス状生物ギズモ』 東京創元社、創元推理文庫

他に、未訳短編集多数。